# 新倫敦鎮區 (明尼蘇達州坎迪約希縣)
新倫敦鎮區（英語：New London Township）是位於美國明尼蘇達州坎迪約希縣的一個行政鎮區。

## 歷史
新倫敦鎮區於1866年成立，得名自威斯康星州的同名地名。

## 地方資料
新倫敦鎮區的面積為89.53平方千米，當中陸地面積為64.51平方千米，而水域面積為25.02平方千米。根據2020年美國人口普查的數據，當地共有人口2952人，而人口密度為每平方千米32.97人。